# Aeropuerto de Cần Thơ
El Aeropuerto de Cần Thơ (antiguamente aeropuerto de Trà Nóc) está localizado en Cần Thơ, Vietnam. Este aeropuerto tiene una pista de aterrizaje de 2400 m × 45 m (asfalto), capaz para servir un avión de gama media como Airbus A321.
Aerolíneas y destinos:
- Vietnam Airlines (Hanói)
- Jetstar Pacific Airlines (Hanói)